# Pastina (Santa Luce)
Pastina ist ein Ortsteil (Fraktion, italienisch frazione) der italienischen Gemeinde Santa Luce in der Provinz Pisa in der Toskana.

## Geografie
Der Ort liegt etwa zwei Kilometer südlich des Hauptortes Santa Luce, etwa 30 km südöstlich der Provinzhauptstadt Pisa und etwa 65 km südwestlich der Regionalhauptstadt Florenz. Der Ort liegt im Tal Val di Fine bei 210 m s.l.m. und hatte 2001 284 Einwohner. 2011 waren es 326 Einwohner und 1833 450 Einwohner.

## Sehenswürdigkeiten

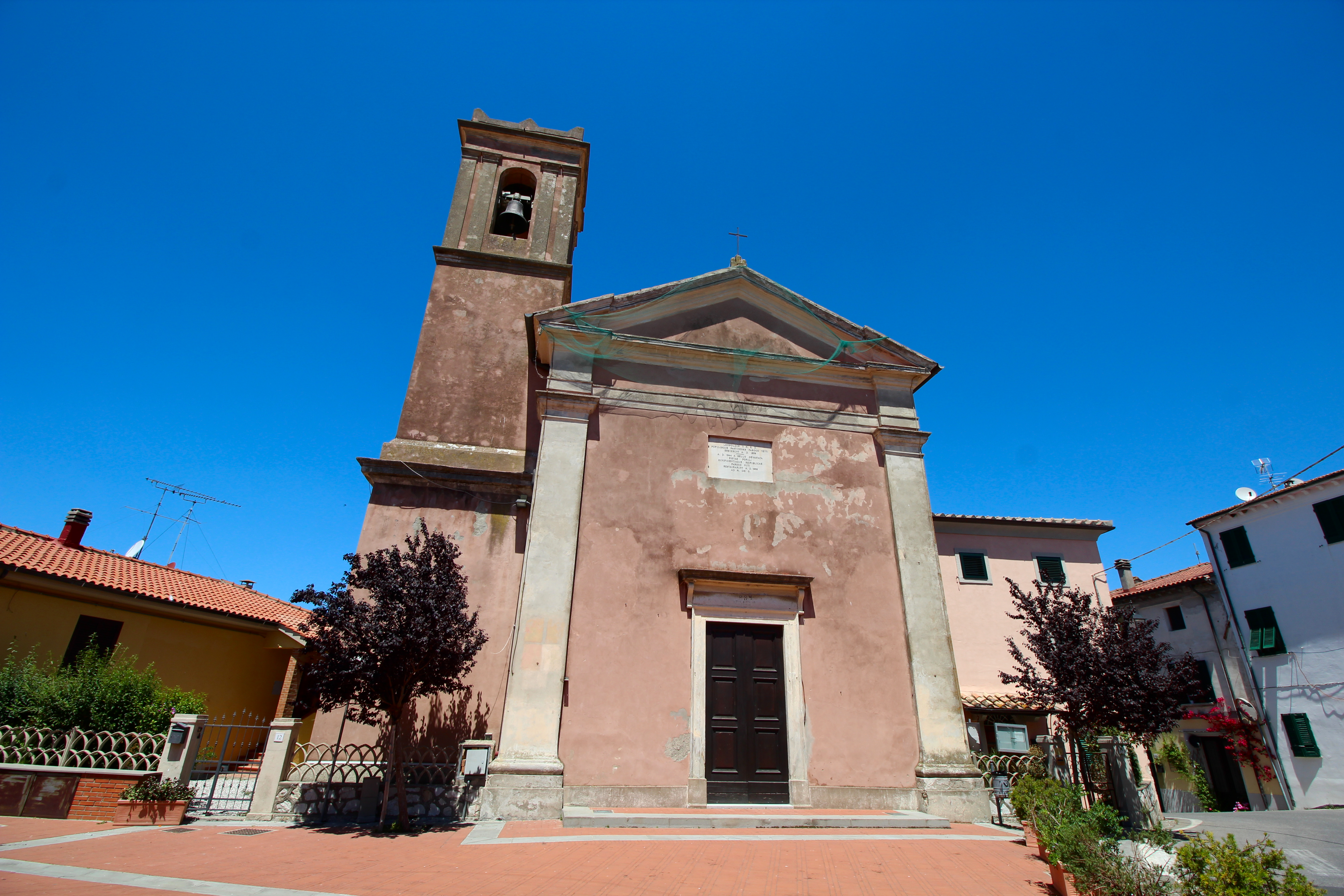
Die Kirche San Bartolomeo

- San Bartolomeo, Kirche im Ortskern, die im Erzbistum Pisa[4] liegt und erstmals 1371 dokumentiert wurde. Die Kirche wurde von 1575 bis 1581[4] mit den Materialien der alten Kirche[1] und 1839 auf Willen des Großherzog der Toskana, Leopold II.[5], neu errichtet. Die Kirchweihe 1839 fand durch den Erzbischof von Pisa, Giovan Battista Perretti, statt.[4] Nach Kriegsschäden aus dem Jahr 1944 wurde die Kirche 1952 restauriert. Enthält aus dem frühen 17. Jahrhundert das Leinwandgemälde Madonna con i Santi Sebastiano, Lucia e Rocco[5] sowie eine Orgel von Cesare Tornci aus dem Jahr 1870.[4]